# Aquiloeurycea galeanae
Espèce
Synonymes
- Bolitoglossa galaenae Taylor, 1941
- Bolitoglossa galeanae Taylor, 1941
- Pseudoeurycea galaenae (Taylor, 1941)
- Pseudoeurycea galeanae (Taylor, 1941)

Statut de conservation UICN

 VU  : Vulnérable
Aquiloeurycea galeanae est une espèce d'urodèles de la famille des Plethodontidae.

## Répartition
Cette espèce est endémique du Mexique. Elle se rencontre de 1 800 à 2 800 m d'altitude dans le Sud du Nuevo León et dans le Sud du Coahuila.

## Étymologie
Cette espèce est nommée en référence au lieu de sa découverte, Galeana.

## Publication originale
- Taylor, 1941 : Two new species of Mexican plethodontid salamanders. Proceedings of the Biological Society of Washington, vol. 54, p. 81-86 (texte intégral).